# Eurystomina tenuicaudata
Eurystomina tenuicaudata is een rondwormensoort uit de familie van de Enchelidiidae. De wetenschappelijke naam van de soort is voor het eerst geldig gepubliceerd in 1931 door Allgén.